# 和田健治
和田健治（わだけんじ）、1934年（昭和9年 8月27日 - ）音楽家。教会音楽家。長野県上田市出身。日本教会音楽研究会代表。聖歌 (総合版) 編集者。

## 人物 略歴
武蔵野音楽大学ピアノ科卒。学校法人尚美学園短期大学元教授。作曲は大学時代に作曲家の鏑木貢師に、また26歳からは中田羽後に師事。
24歳の時、練馬バプテスト教会で泉田昭により受洗。中田羽後と野上彰の勧めもあり、日本人作の聖歌を発展させる使命を感じて、青年時代は聖歌作曲に献身。29歳のときに美代子と結婚。74歳のときに美代子が病死。81歳のときに靖子と結婚。
聖書信仰・福音主義に立ち共通聖歌の使命を持つ「聖歌」総合版を編集。

## 聖歌の作曲活動
- 28歳の時、野上彰作詞の上田市立中塩田小学校の校歌を作曲。
- 各種の聖歌詞を中田羽後と作詞者から託されて作曲。
- カンタータ「主の祈り」作曲（教文館発行、1962年)
- 「あたらしいこどもせいか」作詞、作曲など34曲編著（いのちのことば社発行、1963年)
- 「12カ月の讃美歌」作曲、12カ月連載　（「百万人の福音」誌、いのちのことば社より、1966年)

「木枯らし吹く」468番、「ひかりひかり」648番、「わたし心を」390番、「大空に」254番、「秋の夜ふけて」425番、　
- 第1回「ビリー・グラハム国際大会聖歌集」に和田健治作曲「キリストの愛よ」（「聖歌」総合版295番）他、訳詞

「冷たい罪の道を」385番、「神は世を愛されて」760番　などが収録された。(1967年)
- （第1回）日本伝道会議のテーマソング「主に集められて」（176番）を作曲（1974年）
- 聖書信仰運動に参加。「人からではなく」154番、「主イェスの言葉を」155番、「孤独に悩み」156番
- 教会。「私たちはキリスト者」164番、「主イェスをかしらと仰ぎ」163番
- 世界平和。「地の上のどこにも」486番
- 家庭礼拝。「したしい者らが」66番、「家庭こそは」342番
- 献身の勧め。「若い日の召しに」296番、「み前にささげる」787番
- みことばを歌う短歌。「いつまでも」65番、「わたしは道であり」207番
- クリスマス。「やすらかにねむれ」100番
- 受難。「十字架につきましし」112番、　イースター。「新しい太陽が」779番
- 祈り。「祈れ祈れ」764番
- 天国。「みひかりの輝きわたる」357番
- 主の御手。「大いなるみ手が」773番
- その他（ここでは省略）

以上の他に、24歳の受洗後に練馬聖児童合唱団を作り、作曲「こどもせいか」（自宅を事務所とした清音社から出版）81曲集。（1966年）

## 日本教会音楽研究会聖歌の友社でにおける活動
1967年に第1回 教会音楽研究会（後に日本教会音楽研究会に改名）を主宰し、中田羽後を中心講師として開催した。1969年1月より、中田羽後は和田健治と共に月刊『聖歌の友』（中田羽後主筆。編集・発行は和田健治）を創刊し、後継者を明確にした（「聖歌の友」1973年3月号「今月の課題」、1974年8月号参照）。そして遺言書に「『聖歌の友』主筆は和田健治に移る。従って「聖歌の友」出版の諸出版物は、今まで通り和田健治が所有する」と記して、死後を託した。その後の当研究会の出版部門を「聖歌の友社」とし、中田師の著作物全体を後継者として後世に伝えるため、聖歌の友社から順次出版することを要請した（遺言書などを参照）。2004年に「聖歌の友社有限会社)」を設立。同社からの主な出版物は次の通り。
- 月刊「聖歌の友」誌の編集・発行　(1969年より。187号から季刊に変えて195号まで23年間)
- ヘンデル・オラトリオ「メサイア」中田羽後訳・監修を出版。ピアノ・スコア共同編曲(1971年)。本書による公演を東京クリスチャンコワイアと関西クリスチャンコワイアを指揮して、連続公演を開催（東京クリスチャンコワイアの第4回～13回までは日本福音同盟が後援）。
- 「青年聖歌」全198曲を中田羽後と共同編著（1978年）

中田羽後の序文「再販によせて」を参照。中田師はみことばを歌う短歌などについて、文語体を口語体にしたい希望を託した。　
- 「こどもせいか」（全135曲）編著　(1974年)
- 「聖歌100選CD」（ビクター音楽産業制作・発売）監修・演奏　(1976年)
- 「聖歌選」（全134曲）編著　(1977年)
- 「聖楽合唱曲集」1,2巻　編集・発行 (1978年)
- 「奏楽用聖歌曲」1巻　聖歌名曲18曲の編曲 (1979年)
- ’80「ビリーグラハム国際大会」テーマ曲の訳詞「幸せは主イェスの」「イェスを心に」 (1980年)
- 「聖歌集」（全260曲）（「青年聖歌」改訂版）編著 (1983年)
- 「聖歌」総合版（全818曲）編著 (2002年)
- 「聖歌プレーヤーDVD」を制作（全818曲の標準伴奏を再生するプレーヤー） (2007年)
- 「携帯聖歌プレーヤー」を演奏、制作。

先のDVDの内容を修正し小型化。全曲、前奏から音の強弱、速度とリズム、フレーズと意味など演奏を再生する。（2016年）